# Waldschmidt-Preis
Der Waldschmidt-Preis ist ein seit 1985 vom Waldschmidt-Verein in Eschlkam jährlich vergebener Kulturpreis. Er ist nicht zu verwechseln mit dem Ernst-Waldschmidt-Preis der Stiftung Preußischer Kulturbesitz.

## Geschichte
Namensgeber des 1984 gegründeten Vereins wie auch der von ihm vergebenen Auszeichnung ist der Heimatschriftsteller Maximilian Schmidt, der von Prinzregent Luitpold 1898 den Namenszusatz „Waldschmidt“ bekam. Ausgezeichnet mit dem Waldschmidt-Preis in Form einer L-förmigen Granitstein-Trophäe mit Medaillenemblem und zugehöriger Urkunde werden Persönlichkeiten oder Organisationen, die sich literarisch, musikalisch, künstlerisch oder in anderer Weise besonders um die Region des Bayerischen Waldes verdient gemacht haben. Der Preis ist mit keiner finanziellen Dotierung oder einem Sachwert verknüpft.

## Preisträger
- 2022: Egid Hofmann
- 2019: Couplet-AG und ihr Leiter Jürgen Kirner
- 2018: Blaskapelle Schießl aus Eschlkam[2]
- 2017: Helmut Zöpfl[3]
- 2016: Christa und Willi Steger[4]
- 2015: Haymo Richter
- 2014: Toni Lauerer
- 2013: Hans Aschenbrenner
- 2012: Hans-Michael Körner
- 2011: Gabriele Weishäupl
- 2010: Werner Perlinger / Zdeněk Procházka
- 2009: Carolin Reiber
- 2008: Erika und Adolf J. Eichenseer
- 2007: Johannes Reitmeier
- 2006: Ernst Hinsken
- 2005: Georg Lohmeier
- 2004: Regensburger Domspatzen
- 2003: Josef Fendl
- 2002: Theodor G. Sellner
- 2001: Erich Stecher
- 2000: Klemens Unger
- 1999: Reinhard Haller
- 1998: Erwin Eisch
- 1997: Gabriele Krone-Schmalz
- 1996: Bernd Weikl
- 1995: Renate Serwuschok
- 1994: Johanna von Herzogenberg
- 1993: Ernst Emmerig
- 1992: Alois Fink
- 1991: Eberhard Dünninger
- 1990: Sigfrid Färber
- 1989: Karl Bosl
- 1988: Raimund Schuster
- 1987: Rupert D. Preißl
- 1986: Otto Peisl
- 1985: Friedl Thorward